# Oriol Canals Vaquer
Oriol Canals Vaquer (* 25. Juni 1978 in Barcelona) ist Experte für Marketing und Kommunikation und ein auf Katalanisch schreibender Autor von Kriminalromanen.
Nach Abschluss des Studiengangs Werbung und Öffentlichkeitsarbeit an der Universität Barcelona begann er seine berufliche Laufbahn in der Kommunikationsabteilung des nordamerikanischen multinationalen Unternehmens Nike. Anschließend war er stellvertretender Leiter für Marketing und Vertrieb der spanischen Sportzeitung Sport und ist derzeit (Stand: März 2022) kaufmännischer Leiter von Ara (Tageszeitung). Darüber hinaus ist er Dozent im Studiengang Werbung und Öffentlichkeitsarbeit der Universität Barcelona. 2013 veröffentlichte er seinen Debütroman Fills de mala mare – ein Vatikan-Krimi, der als Malnacidos ins Spanische übersetzt wurde und mit dem er als Autor zum Literaturfestival BCNegra 2014 eingeladen war. In seinem zweiten Roman Diví (göttlich), einem beklemmenden Thriller rund um die Figur von Salvador Dalí, geht es um einen Serienmörder, der in der katalanischen Stadt Figueres sein Unwesen treibt.
Canals' dritter Kriminalroman, „Els sentinelles de la llibertat“ (deutsch: die Wächter der Freiheit) erschien im Februar 2023 beim Verlag Penguin Random House in Barcelona. Dabei geht es um das Beziehungsdreieck Pressefreiheit-Macht-Geld.